# El Pujol (Matadepera)
El Pujol és una muntanya de 617 metres que es troba al municipi de Matadepera, a la comarca del Vallès Occidental.